# 2001 QR322
2001 QR322 var den först upptäckta av Neptunus trojaner. Den upptäcktes 2001 av Deep Ecliptic Survey. Den har sin omloppsbana i Neptunus-Solens lagrangepunkt L4.
Senast trojanen var i periheliepassage var den 4 november 1980. Nästa gång inträffar alltså i slutet av 2046.
Det föreligger en mycket liten risk att 2001 QR322 kommer att ramla ur sin lagrangepunkt. Omloppsbanan får därför anses stabil.